# Чивитела Казанова
Чивитѐла Казано̀ва (на италиански: Civitella Casanova) е село и община в Южна Италия, провинция Пескара, регион Абруцо. Разположено е на 400 m надморска височина. Населението на общината е 1947 души (към 2010 г.).